# Aderus laticeps
Aderus Laticepts es una especie de insecto coleóptero perteneciente  la familia Aderidae. Fue descrita científicamente por George Charles Champion en 1890.

## Distribución geográfica
Habita en México y Guatemala.